# Amnesty International Afrique du Sud
Amnesty International Afrique du Sud (AISA) est une organisation sud-africaine  des droits de l'Homme affiliée à l'Amnesty International.
Elle est créée en 1990 dans une période de transition de l'Afrique du Sud vers la démocratie. Elle devient également un élément important du mouvement international d'Amnesty, accueillant l'ICM d'Amnesty International en 1997. Aujourd'hui, Amnesty International Afrique du Sud continue de faire campagne sur de multiples fronts, notamment l'éducation aux droits humains, les droits des femmes, le contrôle des armes.

## Activités
Amnesty International Afrique du Sud s'investit contre la violence sexiste, pour le repesct des droits humains, pour lutter contre le changement climatique et pour l'accès de tous les Sud-africains à l’éducation,,.

## Note et Références

### Note
- (en) Cet article est partiellement ou en totalité issu de l’article de Wikipédia en anglais intitulé « Amnesty International South Africa » (voir la liste des auteurs).